# إدوارد إل. ستوكس
إدوارد إل. ستوكس هو سياسي أمريكي، ولد في 29 سبتمبر 1880 في فيلادلفيا في الولايات المتحدة، وتوفي في 8 نوفمبر 1964. نشط حزبياً في الحزب الجمهوري. وقد انتخب عضو مجلس النواب الأمريكي ‏.